# Charlottesville
Charlottesville är en stad och ett countyfritt område (independent city) i delstaten Virginia, USA. Staden är på alla sidor omgiven av men inte en del av Albemarle County. Charlottesville hade år 2000 45 049 invånare i staden och 190 278 invånare i storstadsområdet. Straх utanför stadsgränsen bodde president Thomas Jefferson på herrgården Monticello och James Monroe på herrgården Ash Lawn-Highland. Charlottesville är mest känd för University of Virginia, som grundades 1819 av Thomas Jefferson. Staden uppkallades efter Storbritanniens drottning Charlotte av Mecklenburg-Strelitz.